# Mongla
Mongla (do 1987 Chalna) – miasto w południowo-zachodnim Bangladeszu, w delcie Gangesu i Brahmaputry. Znajduje się nad rzeką Pusur. W mieście znajduje się drugi co do wielkości port w Bangladeszu. Znajduje się w upazili (poddystrykt) o tej samej nazwie. Według danych z 2011 roku miasto liczy ponad 39 tys. mieszkańców. Miasto zajmuje powierzchnię 17,8 km².